# Live After Death
Live After Death је живи албум енглеског хеви метал бенда Ајрон Мејден. Издат је 14. октобра 1985. од стране EMI-ја у Европи и Capitol Records-а у САД-у. Касније га реиздаје Columbia Records у Сједињеним Државама 2002. године. Снимљен је током бендове World Slavery турнеје. Одиграо је важну улогу, јер је овим албумом Ајрон Мејден постао један од најбољих бендова који свирају уживо.
Снимљен је у Лонг Бич Арени од 14. до 17. марта 1985. Бенд је тада распродао 2 пуне арене.

## Песме
1. „“ (Винстон Черчил) -	0:49
2. „“ (Стив Харис) 	4:39
3. „“ (Брус Дикинсон, Адријан Смит) - 6:03
4. „“ (Дикинсон) - 6:11
5. „“ (Дикинсон, Смит) - 3:27
6. „“ (Харис) - 13:18
7. „“ (Дикинсон) - 7:13
8. „“ (Харис) - 4:53
9. „“ (Харис) - 7:21
10. „“ (Харис) - 4:20
11. „“ (Харис) - 3:54
12. „“ (Пол Ди'Ано, Харис) - 8:43

## Постава
- Брус Дикинсон – вокали, гитара на „Revelations“
- Дејв Мари – гитара
- Адријан Смит – гитара, помоћни вокали
- Стив Харис – Бас гитара, помоћни вокали
- Нико Макбрејн – бубњеви